# Přešťovice
Obec Přešťovice se nachází v okrese Strakonice, kraj Jihočeský. Žije zde 492 obyvatel. Západně od obce po silnici na Strakonice se nachází přírodní památka Pastvina u Přešťovic.

## Části obce
- Přešťovice
- Brusy
- Kbelnice

V letech 1964–1990 k obci patřil i Slaník. Od roku 1950 je součástí obce také osada Slatina.

## Historie
První písemná zmínka o vesnici pochází z roku 1379.

## Pamětihodnosti
- Kaple na návsi
- Usedlosti čp. 6, 50 a 51
- pomník padlým ve světových válkách
- Jihozápadně od vesnice se nachází archeologické pozůstatky germánského sídliště a pohřebiště z doby římské.[6]

## Galerie

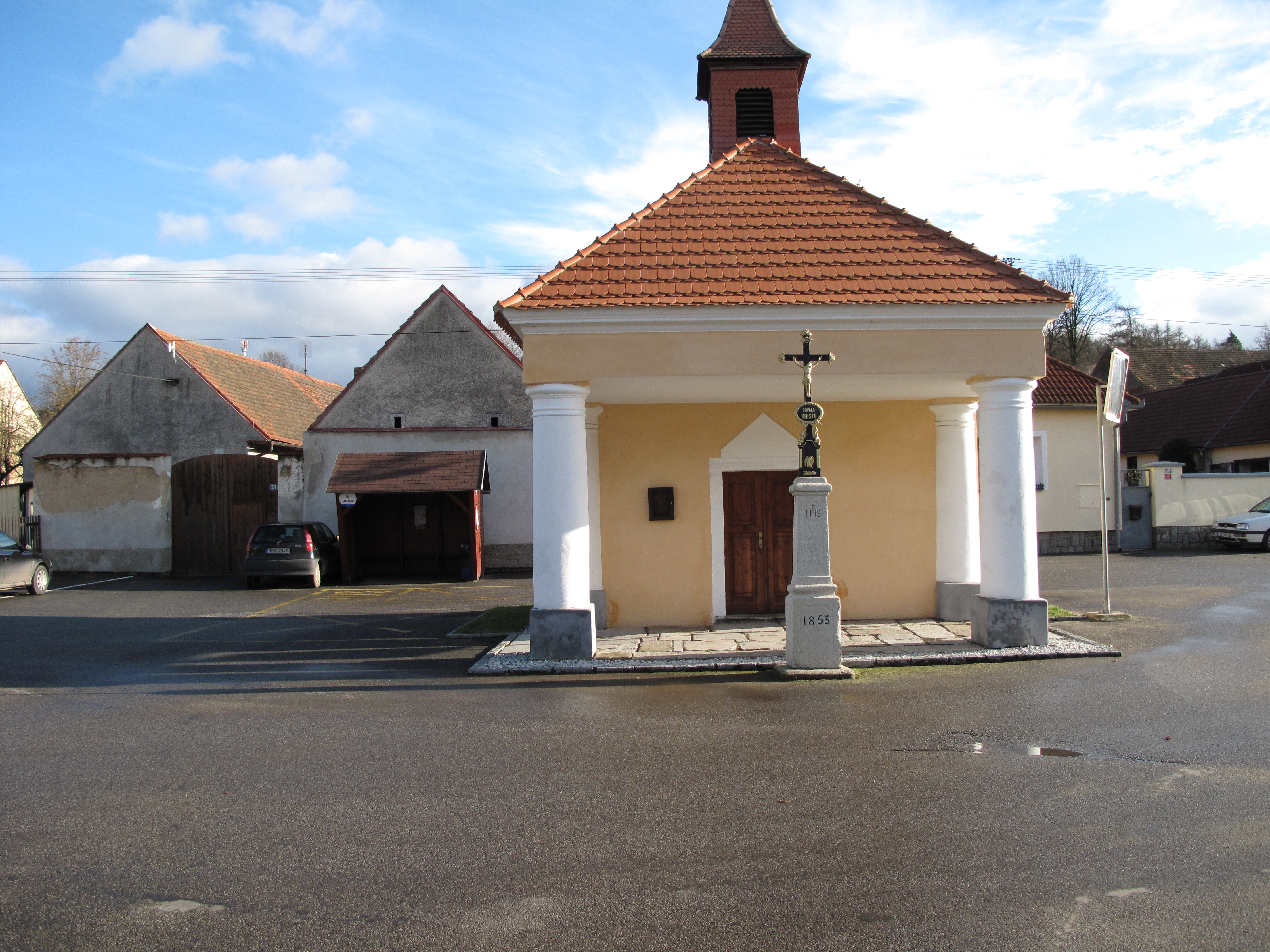
kaple na návsi
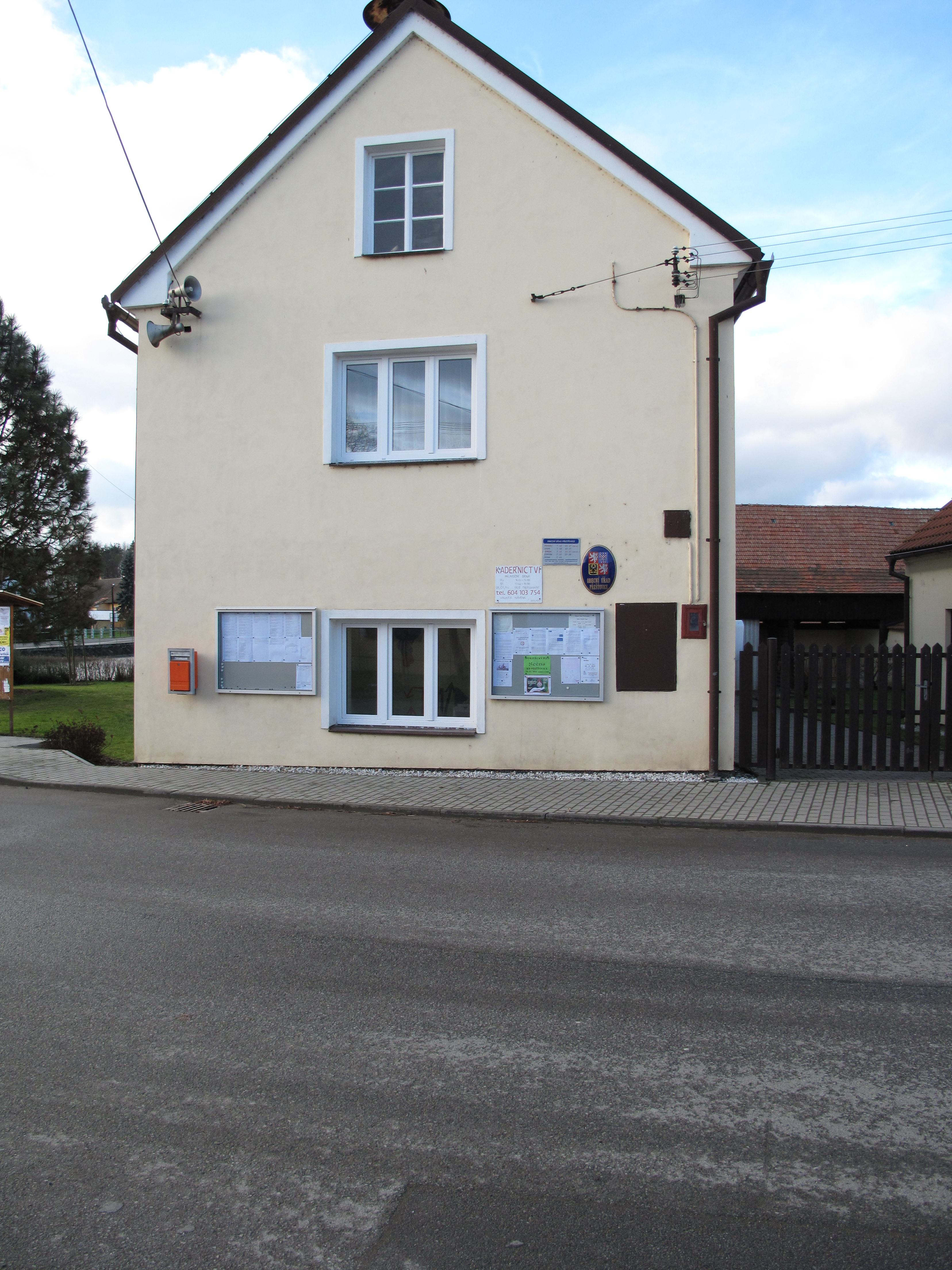
obecní úřad
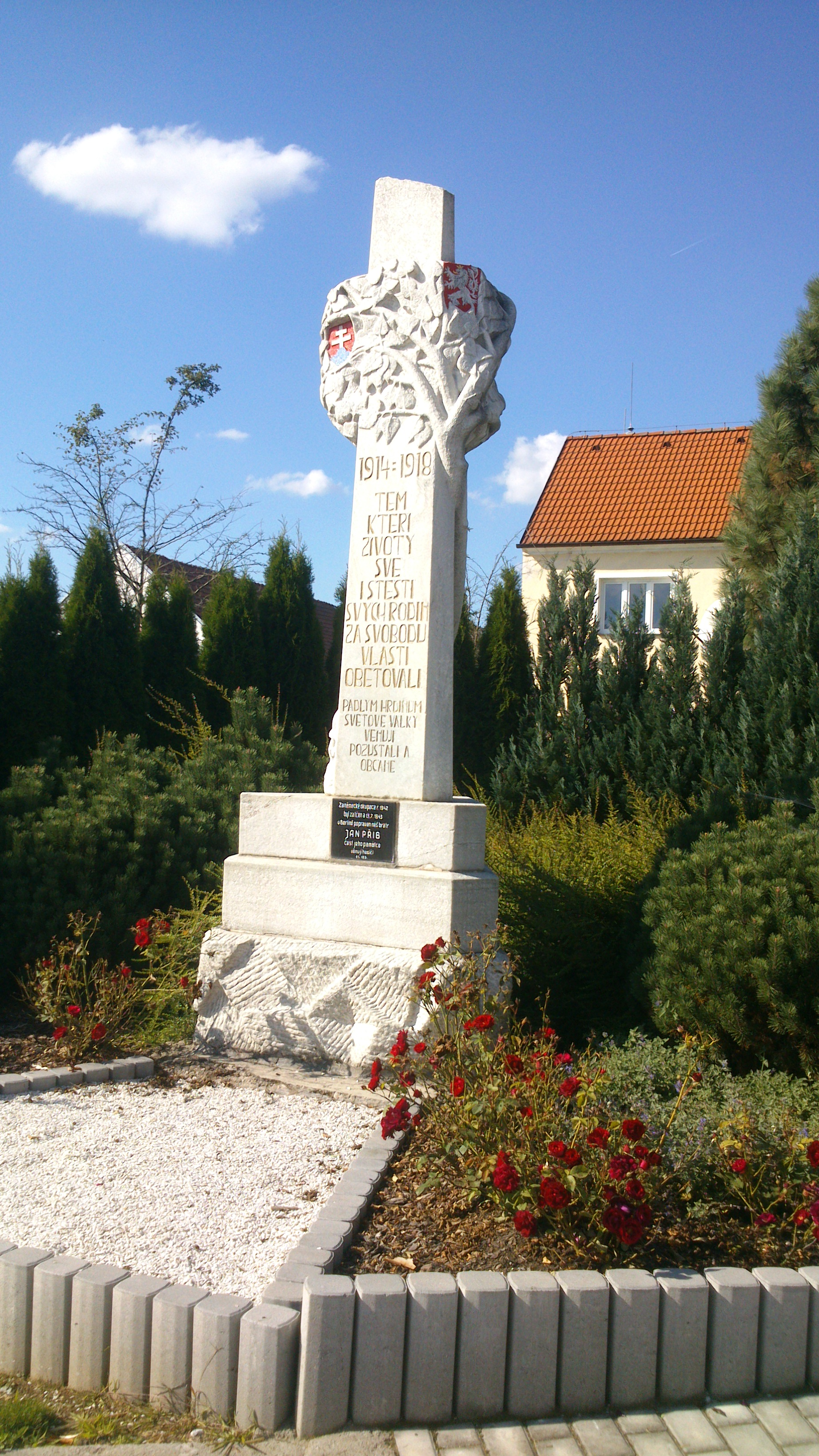
pomník padlým
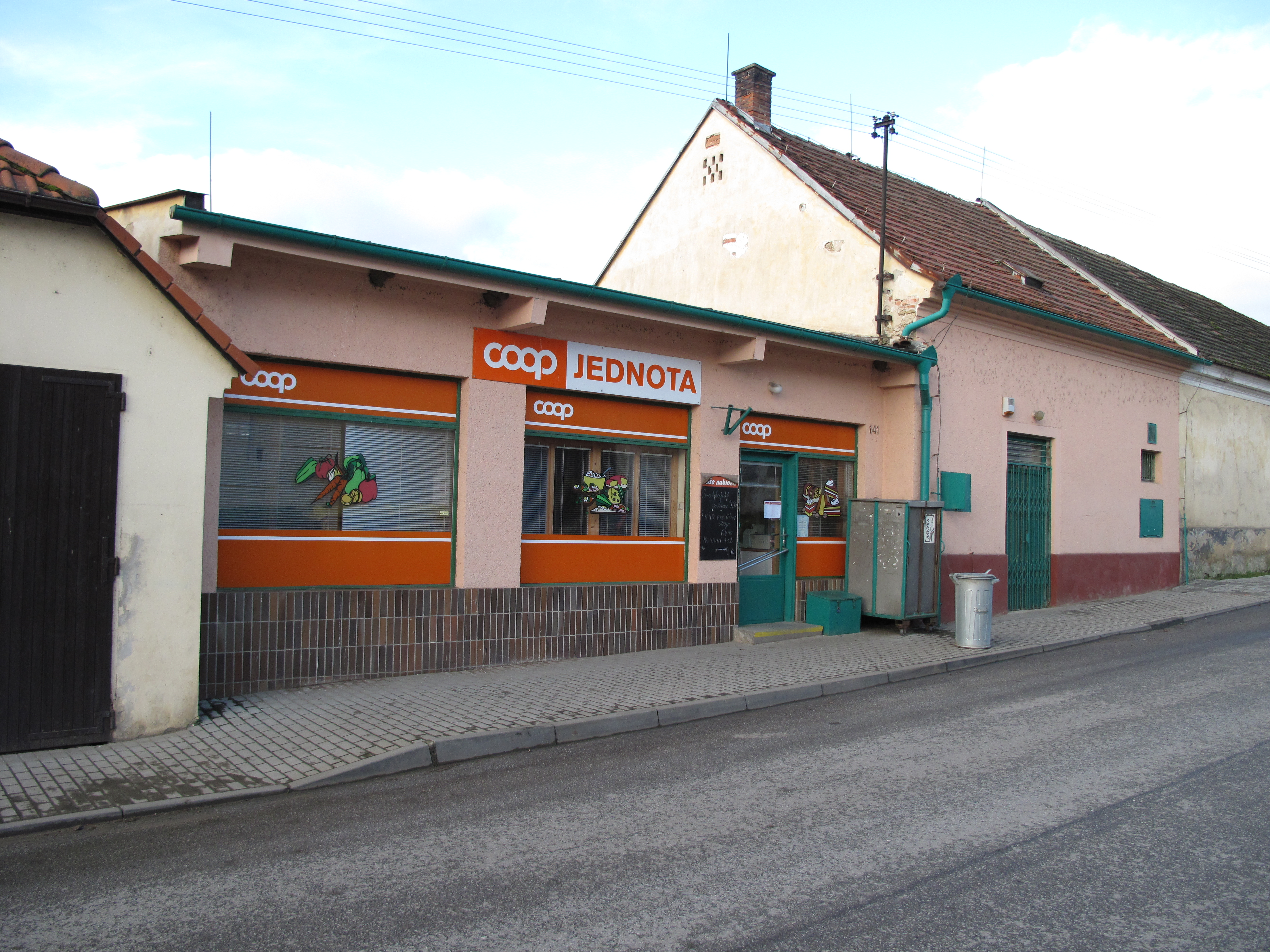
prodejna Coop